# Distrito de Zgorzelec
Zgorzelec (polaco: powiat zgorzelecki) es un distrito (powiat) del voivodato de Baja Silesia (Polonia). Fue constituido el 1 de enero de 1999 como resultado de la reforma del gobierno local de Polonia aprobada el año anterior. Limita al sur con la República Checa, al oeste con Alemania y con otros cuatro distritos: al norte con Żary y Żagań (ambos en el voivodato de Lubusz), y al este con Bolesławiec y Lubań; y está dividido en siete municipios (gmina): dos urbanos (Zawidów y Zgorzelec), tres urbano-rurales (Bogatynia, Pieńsk y Węgliniec) y dos rurales (Sulików y Zgorzelec). En 2011, según el Oficina Central de Estadística polaca, el distrito tenía una superficie de 575,81 km² y una población de 45 379 habitantes.